# Nemocnice Frýdlant

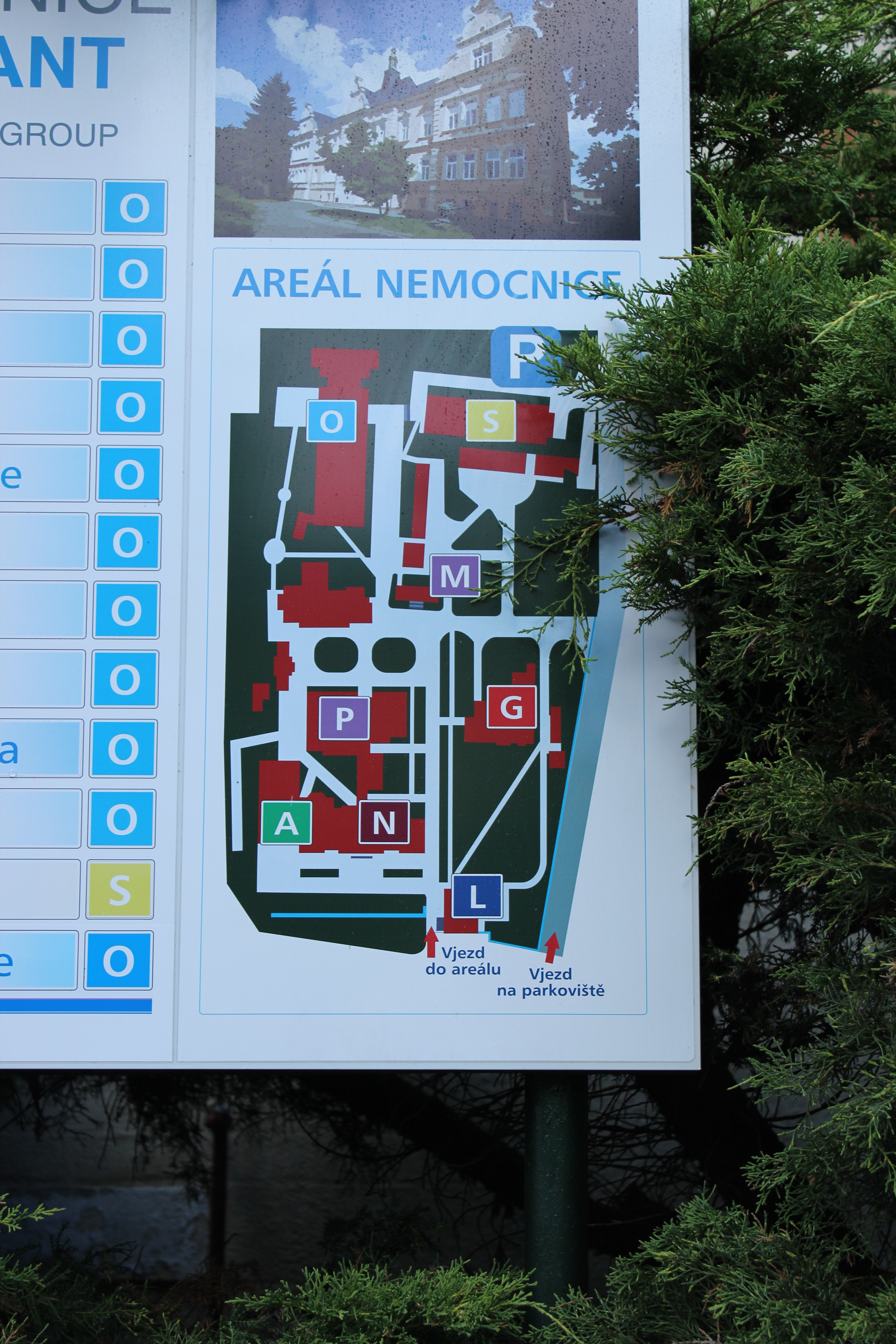
Plán areálu frýdlantské nemocnice

Nemocnice Frýdlant je zdravotnické zařízení o 126 lůžkách ve stejnojmenném městě na severu České republiky, ve Frýdlantském výběžku Libereckého kraje.

## Historie
Vznikla roku 1902 pod názvem „Všeobecná veřejná okresní nemocnice císaře Františka Josefa I.“. Tou dobou měla chirurgické, interní a porodnické oddělení. V polovině 20. století přešla pod OÚNZ Liberec. K opětovnému osamostatnění došlo po sametové revoluci roku 1991, kdy se nemocnice osamostatnila. Počínaje 1. říjnem 1996 provozovalo nemocnici město Frýdlant prostřednictvím společnosti „Nemocnice Frýdlant s.r.o.“. V polovině roku 2013 vstoupila do této společnosti pražská firma „Euroclinicum“ a skoupením podílů všech dosavadních podílníků se stala jediným majitelem společnosti. Vedle této společnosti usilovala o nemocnici také liberecká nemocnice (poprvé již v roce 2009, podruhé o čtyři roky později). Po změně majitele by se v nemocnici mělo otevřít pracoviště kožního či očního lékařství.
Již od počátku září 2004 je nemocnice vlastníkem certifikátu zdravotnických služeb dle ČSN EN ISO 9001 a ČSN EN ISO 14001.

## Oddělení
Nemocnice má sedm oddělení:
- Anesteziologicko-resuscitační oddělení (ARO)
- Interní oddělení
- Oddělení klinické biochemie a hematologie
- Oddělení následné péče a DIOP
- Oddělení operačních oborů (chirurgie a gynekologie)
- Oddělení rehabilitace
- Radiodiagnostické oddělení

### Gynekologické a porodnické oddělení
Součástí nemocnice byla také porodnice. Pro její dobré jméno či pro nabídku alternativních porodů si ji vybíraly i rodičky například z Prahy (vzdálené 133 kilometrů). K uzavření tohoto zařízení došlo 1. července 2008 z důvodu nedostatku pediatrů, kteří musí být při porodu k dispozici. Nemocnice vlastní takto vzdělané lékaře neměla a tudíž se musela spolehnout na lékaře ze soukromé sféry. Těch ovšem na Frýdlantsku mnoho nebylo – pouze šest, z toho pět v důchodovém věku a ti již odmítali 24hodinové služby v nemocnici. K opětovnému krátkodobému otevření došlo v srpnu 2010, kdy Frýdlantský výběžek postihly záplavy a nastávající matky v tu dobu nemohly s ohledem na aktuální kvalitu dopravního spojení cestovat do liberecké nemocnice.
Na přelomu let 2012 a 2013 se objevily snahy i o zrušení zdejšího gynekologického oddělení. Tomu se však nakonec (s ohledem na obtížnou dopravní dostupnost regionu) podařilo zabránit, když se zdejší gynekologie sloučila s chirurgií. Tím je tak možné provádět složitější zákroky a pacientky nemusí cestovat do vzdálených nemocnic v jiných městech (v Liberci, Jablonci nad Nisou či České Lípě).